# Келерець
Келерець, Келереці (рум. Călăreți) — село у повіті Келераш в Румунії. Входить до складу комуни Темедеу-Маре.
Село розташоване на відстані 40 км на схід від Бухареста, 65 км на північний захід від Келераші.

## Населення
За даними перепису населення 2002 року у селі проживали 395 осіб.
Національний склад населення села:
| Національність | Кількість осіб | Відсоток |
| -------------- | -------------- | -------- |
| румуни         | 376            | 95,2%    |
| цигани         | 18             | 4,6%     |

Рідною мовою назвали:
| Мова      | Кількість осіб | Відсоток |
| --------- | -------------- | -------- |
| румунська | 377            | 95,4%    |
| циганська | 18             | 4,6%     |